# 6a etapa del Tour de França de 2012
La 6a etapa del Tour de França de 2012 es disputà el divendres 6 de juliol de 2012 sobre un recorregut de 207,5 km entre les viles d'Épernay i Metz.
El vencedor de l'etapa, per tercera vegada en aquesta edició, fou Peter Sagan (Liquigas-Cannondale), que s'imposà a l'esprint a André Greipel (Lotto-Belisol) i Matthew Goss (Orica-GreenEDGE). L'etapa quedà marcada per una caiguda produïda al km 181 en què es veieren implicats alguns dels favorits i que provocà l'abandonament immediat de quatre ciclistes. Fränk Schleck (RadioShack-Nissan), Janez Brajkovic (Astana Qazaqstan Team), Pierre Rolland (Team Europcar), Alejandro Valverde (Movistar Team) i Michele Scarponi (Lampre-ISD) van perdre poc més de dos minuts, Robert Gesink (Rabobank ProTeam) més de tres i Lieuwe Westra (Vacansoleil-DCM) i Ryder Hesjedal (Garmin-Sharp) més de tretze.

## Perfil de l'etapa
La sortida es fa des d'Épernay, al Marne, per seguir sempre en direcció est. L'esprint es troba a Saint-Mihiel, al quilòmetre 135,5. Durant l'etapa els ciclistes sols han de superar una petita cota de quarta categoria, la Cota de Buxières, al quilòmetre 145. L'arribada es troba a Metz, a la Mosel·la.

## Desenvolupament de l'etapa
Una vegada més es formà una escapada en els quilòmetres inicials. En aquesta ocasió l'instigador va ser David Zabriskie (Garmin-Sharp), el qual va ser seguit per Davide Malacarne (Team Europcar), Romain Zingle (Cofidis) i Karsten Kroon (Team Saxo-Tinkoff). La seva màxima diferència fou de sis minuts i cinquanta segons al km 72.
Al voltant del km 35 km hi va haver una petita caiguda en què es van veure implicats el vencedor de les dues etapes precedents, André Greipel (Lotto-Belisol), i els caps de fila del Rabobank ProTeam, Robert Gesink i Movistar Team, Alejandro Valverde, entre d'altres. Poc després tots els ciclistes es reintegraven a la disciplina del gran grup. Kroon fou el primer a passar per l'esprint de Saint-Mihiel, mentre Matthew Goss (Orica-GreenEDGE) encapçalà el gran grup per aquell punt, seguit de Mark Cavendish (Team Sky) i el líder de la classificació per punts, Peter Sagan (Liquigas-Cannondale). Zabriskie fou el primer a passar per la cota de Buxières, única dificultat muntanyosa del dia.
Noves caigudes provocaren el fraccionament temporal del grup, però sense cap altra conseqüència, fins que a manca de 25 quilòmetres es produí una gran caiguda en què es veieren implicats bona part dels ciclistes. Segons Danilo Hondo (Lampre-ISD) la caiguda fou provocada pel seu company d'equip Davide Viganò, el qual va caure en una rasa mentre s'ajustava el mallot. Entre els ciclistes afectats per la caiguda hi hagué Fränk Schleck (RadioShack-Nissan), Janez Brajkovic (Astana Qazaqstan Team), Pierre Rolland (Team Europcar), Alejandro Valverde (Movistar Team), Michele Scarponi (Lampre-ISD), Robert Gesink (Rabobank ProTeam), Lieuwe Westra (Vacansoleil-DCM) i tot el Garmin-Sharp, amb excepció de Zabriskie. Canvendish també va quedar despenjat, tot i que per culpa d'una punxada patida en aquell instant. Quatre ciclistes es van veure obligats a abandonar en aquell mateix instant per culpa de les ferides patides: Tom Danielson (Garmin-Sharp), amb ferides a l'espatlla, el maluc i el braç; Viganò, amb ferides a l'espatlla; Mikel Astarloza (Euskaltel–Euskadi), amb el colze dislocat; i Wout Poels (Vacansoleil-DCM), que tot i que va intentar acabar l'etapa finalment es va veure obligat a abandonar amb ferides a la melsa, el ronyó, tres costelles trencades i ferides al pulmó. Un cop finalitzada l'etapa, Óscar Freire (Team Katusha), amb una costella trencada i perforació al pulmó, Imanol Erviti (Movistar Team), amb pèrdua de massa muscular en una cama, i Maarten Wynants (Rabobank ProTeam), amb alguna costella trencada i el pulmó perforat també, anunciaren que no prendrien part en l'etapa següent.
Després de la caiguda la cursa quedà fraccionada en diferents grups. Els escapats mantingueren un minut sobre un grup principal reduït a una seixantena de corredors. L'Orica-GreenEDGE es posà al capdavant del grup principal aprofitant que tots els seus corredors s'havien salvat de la caiguda, per tal de preparar la victòria de Goss. Els escapats mantenien 15" a manca de 10 km, però no va ser fins a manca de 2,5 km quan van ser agafats, tot i que Zabriskie lluità en solitari fins a ser agafat a 1.300 metres. A l'esprint el més ràpid tornà a ser Sagan, que d'aquesta manera aconseguia la seva tercera victòria en la present edició. Amb Edvald Boasson Hagen (Team Sky) i Ryder Hesjedal (Garmin-Sharp) endarrerits, Sagan passà a la vuitena posició i Maxime Monfort (RadioShack-Nissan) a la desena. Fabian Cancellara mantingué el lideratge un dia més.

## Esprints
| Primer  | Karsten Kroon (NED)        | 20 pts |
| Segon   | David Zabriskie (USA)      | 17 pts |
| Tercer  | Romain Zingle (BEL)        | 15 pts |
| Quart   | Davide Malacarne (ITA)     | 13 pts |
| Cinquè  | Matthew Goss (AUS)         | 11 pts |
| Sisè    | Mark Cavendish (GBR)       | 10 pts |
| Setè    | Peter Sagan (SVK)          | 9 pts  |
| Vuitè   | Kris Boeckmans (BEL)       | 8 pts  |
| Novè    | Edvald Boasson Hagen (NOR) | 7 pts  |
| Desè    | Iauhèn Hutaròvitx (BLR)    | 6 pts  |
| Onzè    | Stuart O'Grady (AUS)       | 5 pts  |
| Dotzè   | Daryl Impey (RSA)          | 4 pts  |
| Tretzè  | Iaroslav Popòvitx (UKR)    | 3 pts  |
| Catorzè | Michael Albasini (SUI)     | 2 pts  |
| Quinzè  | Lars Ytting Bak (DEN)      | 1 pt   |

| Primer  | Peter Sagan (SVK)         | 45 pts |
| Segon   | André Greipel (GER)       | 35 pts |
| Tercer  | Matthew Goss (AUS)        | 30 pts |
| Quart   | Kenny van Hummel (NED)    | 26 pts |
| Cinquè  | Juan José Haedo (ARG)     | 22 pts |
| Sisè    | Gregory Henderson (NZL)   | 20 pts |
| Setè    | Alessandro Petacchi (ITA) | 18 pts |
| Vuitè   | Luca Paolini (ITA)        | 16 pts |
| Novè    | Daryl Impey (RSA)         | 14 pts |
| Desè    | Brett Lancaster (AUS)     | 12 pts |
| Onzè    | Sébastien Hinault (FRA)   | 10 pts |
| Dotzè   | Roy Curvers (NED)         | 8 pts  |
| Tretzè  | Julien Simon (FRA)        | 6 pts  |
| Catorzè | Cadel Evans (AUS)         | 4 pts  |
| Quinzè  | Bernhard Eisel (AUT)      | 2 pts  |

## Cotes
- 1. Cota de Buxières. 393m. 4a categoria (km 145,0) (2,7 km al 3,8%)

| Primer | David Zabriskie (USA) | 1 pt |

## Classificació de l'etapa
|    | Ciclista                  | Equip               | Temps      |
| -- | ------------------------- | ------------------- | ---------- |
| 1  | Peter Sagan (SVK)         | Liquigas-Cannondale | 4h 37' 00" |
| 2  | André Greipel (GER)       | Lotto-Belisol       | m. t.      |
| 3  | Matthew Goss (AUS)        | Orica-GreenEDGE     | m. t.      |
| 4  | Kenny van Hummel (NED)    | Vacansoleil-DCM     | m. t.      |
| 5  | Juan José Haedo (ARG)     | Team Saxo-Tinkoff   | m. t.      |
| 6  | Greg Henderson (NZL)      | Lotto-Belisol       | m. t.      |
| 7  | Alessandro Petacchi (ITA) | Lampre-ISD          | m. t.      |
| 8  | Luca Paolini (ITA)        | Team Katusha        | m. t.      |
| 9  | Daryl Impey (RSA)         | Orica-GreenEDGE     | m. t.      |
| 10 | Brett Lancaster (AUS)     | Orica-GreenEDGE     | + 4"       |

## Classificació general
|    | Ciclista                 | Equip                   | Temps       |
| -- | ------------------------ | ----------------------- | ----------- |
| 1  | Fabian Cancellara (SUI)  | RadioShack-Nissan       | 29h 22' 36" |
| 2  | Bradley Wiggins (GBR)    | Team Sky                | + 7"        |
| 3  | Sylvain Chavanel (FRA)   | Omega Pharma-Quick Step | + 7"        |
| 4  | Tejay van Garderen (USA) | BMC Racing Team         | + 10"       |
| 5  | Denís Ménxov (RUS)       | Team Katusha            | + 13"       |
| 6  | Cadel Evans (AUS)        | BMC Racing Team         | + 17"       |
| 7  | Vincenzo Nibali (ITA)    | Liquigas-Cannondale     | + 18"       |
| 8  | Peter Sagan (SVK)        | Liquigas-Cannondale     | + 19"       |
| 9  | Andreas Klöden (GER)     | RadioShack-Nissan       | + 19"       |
| 10 | Maxime Monfort (BEL)     | RadioShack-Nissan       | + 22"       |

## Classificacions annexes
|    | Ciclista                  | Equip               | Punts   |
| -- | ------------------------- | ------------------- | ------- |
| 1r | Peter Sagan (SVK)         | Liquigas-Cannondale | 209 pts |
| 2n | Matthew Harley Goss (AUS) | Orica-GreenEDGE     | 178 pts |
| 3r | André Greipel (GER)       | Lotto-Belisol       | 167 pts |

|    | Ciclista             | Equip               | Punts |
| -- | -------------------- | ------------------- | ----- |
| 1r | Michael Mørkøv (DEN) | Team Saxo-Tinkoff   | 9 pts |
| 2n | Ivan Basso (ITA)     | Liquigas-Cannondale | 2 pts |
| 3r | Peter Sagan (SVK)    | Liquigas-Cannondale | 2 pts |

|    | Ciclista                 | Equip               | Temps       |
| -- | ------------------------ | ------------------- | ----------- |
| 1r | Tejay van Garderen (USA) | BMC Racing Team     | 29h 22' 46" |
| 2n | Peter Sagan (SVK)        | Liquigas-Cannondale | + 9"        |
| 3r | Rein Taaramae (EST)      | Cofidis             | + 12"       |

|    | Equip             | Temps       |
| -- | ----------------- | ----------- |
| 1r | Team Sky          | 88h 08' 22" |
| 2n | RadioShack-Nissan | + 04        |
| 3r | BMC Racing Team   | + 06        |

## Abandonaments
Una caiguda produïda al quilòmetre 181 provocà l'abandonament de:
- Thomas Danielson (Garmin-Sharp)
- Davide Viganò (Lampre-ISD)
- Mikel Astarloza (Euskaltel–Euskadi)
- Wout Poels (Vacansoleil-DCM)